# ZZ Top
ZZ Top је америчка рок група. Најпознатију поставу чинили су Били Гибонс (вокал, гитара), Дасти Хил (вокал, бас гитара, клавијатуре) и Френк Берд (бубњеви, удараљке). Највећи хитови групе су Sharp Dressed Man, La Grange, Gimme All Your Lovin`, Legs, Sleeping Bag, Rough Boy...

## Историја групе
Након распада група The Moving Sidewalks и American Blues, Гибонс је 1969. основао јужњачки буг рок бенд ZZ Top, у којем су, уз Гибонса, били Дасти Хил и Френк Берд (као замена за Билија Етериџа). Наредне године група издаје први албум под насловом ZZ Top’s First Album, са издвојеним синглом Shakin’ Your Tree. Албум је био комерцијално неуспешан, али су га други рок-музичари позитивно оценили, па су уследили позиви за турнеје од Џенис Џоплин, Тен јерс афтер, Џимија Хендрикса ...
У почетку је група наступала по Тексасу, Луизијани и Мисисипију и тако стекла бројно следбеништво, што је допринело бољој продаји другог албума, Rio Grande Mud.
Трећим албумом, насловљеним Tres Hombres и објављеним 1973, група стиче светску популарност. Плоча се пласирала на 8. место US Top LP’s, након три недеље продала се у златном тиражу, а сингл La Grange постаје једна од химни хипи-генерације. 

## Занимљивости
- Дана 4. маја 1991. гувернер Тексаса Ен Ричардс прогласила је “ZZ Top дан”, као „признање групи која је снагу ритма тексашког бугија пренела масама обожавалаца широм света“.

- Компанија “Mitsubishi Motor Sales” морала је групи исплатити 115.000.000 америчких долара одштете због неовлашћеног коришћења песме “La Grange” у својим рекламама.
- У јуну 1993. зарадили су 15.000.000 долара за наступ на обележавању деведесете годишњице компаније Harley Davidson.
- Године 1995. компанија Sterdyne Corporation исплатила је групи 30.000.000 долара одштете због производње и продаје мадраца пуњеног материјалом названим ZZ Toper.

## Турнеје
- Worldwide Texas Tour
- Continental Safari Tour
- Mean Rhythm Global Tour '97
- XXX Tour
- Casino Tour 2002
- European Tour 2002
- Beer Drinkers & Hell Raisers Tour
- 2004 Summer Tour
- Whack Attack Tour 2005
- Hollywood Blues Tour 2007
- 2008 El Camino Ocho Summer Tour
- 2008 In Your Face Fall Tour
- 2009 European Tour

## Дискографија
- 1971. - ZZ Top's First Album
- 1972. - Rio Grande Mud
- 1973. - Tres Hombres
- 1975. - Fandango!
- 1977. - Tejas
- 1977. - The Best of ZZ Top
- 1979. - Degüello
- 1981. - El Loco
- 1983. - Eliminator
- 1985. - Afterburner
- 1990. - Recycler
- 1992. - Greatest Hits
- 1994. - Antenna
- 1994. - One Foot in the Blues
- 1996. - Rhythmeen
- 1999. - XXX
- 2003. - Mescalero
- 2003. - Chrome, Smoke & BBQ
- 2004. - Rancho Texicano

## Књиге
- "ZZ Top: Bad and Nationwide"
- "ZZ Top" by Mitchell Craven
- "ZZ Top" by Philip Kamin
- "ZZ Top" by Robert Draper
- "Elimination: The ZZ Top Story"
- "Sharp-Dressed Men: ZZ Top Behind the Scenes from Blues to Boogie to Beards"
- "ZZ Top: Elimination"
- "ZZ Top Greatest Hits"
- "The New Best of Zz Top for Guitar (Easy Tab Deluxe)"
- "ZZ Top / XXX (Authentic Guitar-Tab)"
- "ZZ Top - Guitar Anthology"
- "Essential ZZ Top"
- "The Very Best of ZZ Top"
- "The Best of ZZ Top: A Step-By-Step Breakdown of the Guitar Styles and Techniques of Billy Gibbons"
- "Billy F. Gibbons: Rock+Roll Gearhead"